# Guiera senegalensis
Guiera senegalensis ist die einzige Pflanzenart der Gattung Guiera innerhalb der Familie der Flügelsamengewächse (Combretaceae). Sie wächst in der Sahel- und Sudanzone vom Senegal bis zur Zentralafrikanischen Republik.

## Beschreibung
Guiera senegalensis wächst als Strauch und erreicht Wuchshöhen von etwa 1 bis 2 Meter. Die gegenständigen Laubblätter sind kurz gestielt und die blaugrüne, eiförmige bis elliptische Blattspreite ist mit zahlreichen schwarzen Drüsenpunkten besetzt. 
Die cremeweißen bis gelblichen Blüten stehen in kugeligen Blütenständen mit einem Durchmesser von bis zu 15 mm. Die etwa 3 bis 4,5 cm langen Früchte sind von seidigen, rosa-grauen Haaren dicht bedeckt.

## Verwendung
Das Holz wird als Feuerholz, junge Zweige auch als Zahnputzstöckchen verwendet. Blätter, Früchte und Wurzeln werden human- und veterinärmedizinisch genutzt.